# Nguyễn Thúc Thùy Tiên
Nguyễn Thúc Thùy Tiên (sinh ngày 12 tháng 8 năm 1998) là một nữ người mẫu kiêm nhân vật truyền hình người Việt Nam. Cô từng đạt danh hiệu Á khôi 1 của Hoa khôi Nam Bộ 2017, và đồng thời còn lọt vào top 5 của Hoa hậu Việt Nam 2018 cùng với giải thưởng Người đẹp Nhân ái. Với những thành công này, cô đại diện Việt Nam tham dự Hoa hậu Quốc tế vào năm 2018.
Năm 2021, cô đại diện Việt Nam tham dự cuộc thi Hoa hậu Hòa bình Quốc tế. Ngày 4 tháng 12, cô đã vượt qua 58 thí sinh đến từ các quốc gia trên thế giới để đăng quang ngôi vị cao nhất cuộc thi, trở thành người Việt Nam đầu tiên giành được ngôi vị này. Năm 2022, cô đã được Thủ tướng Việt Nam Phạm Minh Chính tặng bằng khen Gương mặt trẻ tiêu biểu 2021. Ngoài sự nghiệp người mẫu, cô còn tham gia một số hoạt động nổi bật trên truyền hình.

## Tiểu sử
Thùy Tiên sinh ngày 12 tháng 8 năm 1998 tại Thành phố Hồ Chí Minh. Cô từng theo học tại Khoa Pháp Văn thuộc Trường Đại học Khoa học Xã hội và Nhân văn, Đại học Quốc gia Thành phố Hồ Chí Minh. Từ năm 2019, Thùy Tiên theo học tại Khoa Du lịch – Cử nhân Quản lý Khách sạn và Nhà hàng quốc tế (chương trình hợp tác với trường Du lịch và Khách sạn Quốc tế Vatel, Pháp) thuộc Trường Đại học Hoa Sen. Cha mẹ cô chia tay khi cô mới được một tuổi và cô sống với dì ruột đến năm 18 tuổi.

## Sự nghiệp
Năm 2017, Thùy Tiên tham gia cuộc thi Hoa khôi Nam bộ và đạt danh hiệu Á khôi 1 bên cạnh Hoa khôi Nguyễn Thị Hải Yến và Á khôi 2 Đỗ Ngọc Vĩnh Nghi. Sau đó, cô có đăng ký tham gia cuộc thi Hoa hậu Hoàn vũ Việt Nam 2017 nhưng đã rút lui trước ngày sơ khảo vì lý do cá nhân. Danh hiệu Á khôi đã tạo cơ hội cho cô tại Hoa hậu Việt Nam 2018 và cô lọt vào Top 5 chung cuộc cùng giải phụ Người đẹp Nhân ái.
Á hậu Nguyễn Thị Thúy An không thể tham gia Hoa hậu Quốc tế 2018 vì vấn đề sức khỏe nên Thùy Tiên được chỉ định là đại diện thay thế ở cuộc thi được tổ chức tại Nhật Bản. Tuy nhiên, cô không lọt vào Top 15 người đẹp nhất của cuộc thi.
Ngày 13 tháng 8 năm 2021, Thùy Tiên được bổ nhiệm làm đại diện Việt Nam tham gia cuộc thi Hoa hậu Hòa bình Quốc tế. Cô gây ấn tượng với động tác giơ 3 ngón tay khép lại, biểu tượng của phong trào đấu tranh dân chủ, chống độc tài và ủng hộ tự do bầu cử tại nhiều nước trong phần thi ứng xử top 10. Cô đã được Thủ tướng Chính phủ nước Cộng hoà Xã hội chủ nghĩa Việt Nam Phạm Minh Chính tặng bằng khen Gương mặt trẻ tiêu biểu 2021 vì có thành tích xuất sắc trong phong trào Doanh nhân trẻ Việt Nam, góp phần xây dựng Chủ nghĩa xã hội và bảo vệ Tổ quốc.
Ngày 20 tháng 12 năm 2022, Thùy Tiên vượt qua một số nhân vật nổi bật trong ngành giải trí để đoạt giải thưởng TikTok Việt Nam cho hạng mục Nhà sáng tạo nội dung người nổi tiếng của năm.

### Hoa hậu Hòa bình Quốc tế 2021
Ngày 16 tháng 11 năm 2021, Thùy Tiên chính thức nhận vương miện và dải băng "Miss Grand International Vietnam" từ Á hậu Nguyễn Lê Ngọc Thảo. Theo đó, cô chính thức đại diện Việt Nam tham gia đấu trường Hoa hậu Hòa bình Quốc tế.
Ngày 4 tháng 12, Thùy Tiên đã trở thành Hoa hậu Hòa bình Quốc tế 2021, cô là đại diện Việt Nam đầu tiên đăng quang tại Hoa hậu Hòa bình Quốc tế. Trong phần thuyết trình bằng tiếng Anh của Hoa hậu Hòa bình Quốc tế 2021, cô đã trả lời về chủ đề hòa bình thế giới. Ngay sau đó, cô nói một câu bằng tiếng Thái có nghĩa là "Làm cho thế giới trở thành một nơi tốt đẹp hơn cho tất cả mọi người", đồng thời giơ cao 3 ngón tay khép lại. Đây là kiểu chào biểu tượng cho sự phản kháng, chống chế độ độc tài, ủng hộ dân chủ và tự do bầu cử, có cảm hứng từ phim Hunger Games, là biểu tượng được sử dụng trong các phong trào biểu tình, đấu tranh dân chủ ở Thái Lan, Myanmar và Hồng Kông.
Trả lời phỏng vấn truyền thông Thái Lan, Thùy Tiên nói: "Vài tháng trước, tôi nhận ra tình hình của Thái Lan, những người biểu tình và tranh đấu trong đất nước này. Vì vậy, tôi chỉ muốn giơ ba ngón tay với ý nghĩa của câu tiếng Thái: Hãy biến thế giới trở thành một nơi tốt đẹp hơn cho tất cả mọi người. Tôi nghĩ những gì xảy ra ở Thái Lan đã cách nay vài tháng, giờ hơi muộn để nói về nó. Vì vậy, tôi muốn nhắn nhủ đến nhiều người hơn nữa hãy cùng nhau giúp đỡ để xây dựng một thế giới tốt đẹp hơn." Tuy nhiên, theo Đài Á Châu Tự do, phần thi ứng xử của Thùy Tiên với biểu tượng "Ba ngón tay" ủng hộ dân chủ đã "bị chính quyền Việt Nam kiểm duyệt, không cho phép báo chí trong nước đăng clip, bình luận, giải thích ý nghĩa hoặc phải gỡ bỏ không lâu sau khi đăng bài".  Cụ thể, sau khi Thùy Tiên đăng quang, truyền thông trong nước đã có nhiều tin bài ảnh tường thuật, bình luận về phần thi ứng xử với động tác giơ 3 ngón tay "truyền cảm hứng" của cô, nhận được rất nhiều sự ủng hộ, khen ngợi của dư luận. Tuy nhiên, sau đó hầu hết những bài hoặc đoạn viết này trên các báo đều bị "biến mất", không còn truy cập được hoặc nội dung không được nhắc đến chi tiết này.

### Hoạt động sau này

#### Hoạt động tại các nước Nam Mỹ
Ngày 21 tháng 3 năm 2022, Nguyễn Thúc Thùy Tiên cùng với chủ tịch Nawat đã bay sang Peru cùng ê-kíp của Hoa hậu Hòa bình Quốc tế để chuẩn bị cho các công tác thiện nguyện. Việc cô xuất hiện tại Peru đã thu hút sự quan tâm từ công chúng lẫn giới truyền thông nước ngoài, cô có các cuộc gặp gỡ với các đại diện thị trưởng thủ đô Lima. Bên cạnh đó, cô còn được người hâm mộ tại Peru tiếp đón, và cùng chủ tịch Nawat trao vương miện và dải băng cho Janet Leyva, người giành ngôi Hoa hậu Hòa bình Peru. Theo lịch trình được chia sẻ trước đó, cô có hành trình đi đến các nước Peru, Colombia và Ecuador.

#### Trao vương miện cho một số hoa hậu
Thùy Tiên bắt đầu các chuyến công tác và tham dự một số cuộc thi cấp địa phương của Thái Lan. Hành trinh của cô bao gồm việc trao lại vương miện cho các hoa hậu cấp tỉnh của Thái Lan, những người sau này đại diện cho địa phương của họ tại cuộc thi Hoa hậu Hòa bình Thái Lan năm 2022.

## Bê bối

### Bị tố nợ tiền
Sau khi được công bố sẽ trở thành đại diện cho Việt Nam thi tại Hoa hậu Hòa bình Quốc tế 2021, Thùy Tiên bị Đặng Thùy Trang – chị gái của người mẫu Đặng Thu Thảo đòi nợ 1,5 tỉ VND. Tháng 5 năm 2019, một đoạn clip đòi nợ giữa Đặng Thùy Trang và Nguyễn Thúc Thùy Tiên được đưa lên mạng xã hội. Trong clip này, Thùy Trang khẳng định Thùy Tiên vay 1,5 tỉ VND của cô nhưng trốn tránh. Một giấy nợ được Thùy Trang công khai với chữ ký và dấu vân tay của Thùy Tiên khi vay tiền với mục đích đi thi Hoa khôi Nam Bộ 2017. Thỏa thuận này giữa hai bên được ký vào ngày 22 tháng 7 năm 2017 với thời hạn là sau một năm thì Thùy Tiên phải trả hết tiền cho Thùy Trang. Cũng trong clip, Thùy Tiên cho rằng Thùy Trang đã lừa cô chứ không phải giúp đỡ. Nhân lúc Thùy Trang không để ý khi đang nói chuyện, Thùy Tiên đã giật biên bản thỏa thuận và xé mất.
Sau khi tranh cãi căng thẳng, hai bên đã lên Công an phường 22, quận Bình Thạnh để giải trình về vụ việc. Trao đổi với báo chí, Thùy Tiên thông tin là cô đã không giữ được bình tĩnh nên có hành động xé văn bản như mọi người đã thấy. Tuy nhiên, cô cho biết sự việc này đã làm ảnh hưởng đến danh dự của cô, vì vậy, cô sẽ trình báo cơ quan chức năng để giải quyết vụ việc. Thuỳ Tiên cũng gửi lời xin lỗi đến khán giả và những người quan tâm vì hành động vừa rồi, đồng thời cô cũng cho rằng cô "đã hành động với tất cả sự phẫn nộ của một cô gái bị lừa, bị doạ nạt và nỗi ám ảnh vì gia đình bất an". Ngày 14 tháng 10 năm 2022, Đặng Thùy Trang đã nộp đơn khởi kiện Thùy Tiên lên Tòa án nhân dân quận Gò Vấp, Thành phố Hồ Chí Minh để giải quyết tranh chấp hợp đồng vay nợ, đòi bồi thường 2,4 tỉ VND. Đến ngày 14 tháng 11 năm 2023, Tòa án nhân dân quận Gò Vấp đã tuyên y án sơ thẩm đối với vụ tranh chấp hợp đồng. Theo đó, Thùy Tiên không phải trả 1,5 tỉ VND cho Đặng Thùy Trang như đơn khởi kiện.

### Quảng cáo sản phẩm sai sự thật
Tháng 12 năm 2024, Thùy Tiên đã đăng bài viết chia sẻ dự án hợp tác ra mắt kẹo rau củ Kera cùng với hai vlogger Quang Linh và Hằng Du Mục. Tuy nhiên, vào tháng 3 năm 2025, một người tiêu dùng đăng tải video cho biết đã mang sản phẩm kẹo rau củ này đi kiểm nghiệm tại Viện Đo lường chất lượng quốc gia, với kết quả là 30 viên (tương đương một hộp) chỉ có hàm lượng chất xơ là 0,51 gam. Sau vụ việc, Thùy Tiên gửi lời xin lỗi tới khán giả vì "đã gây ra những lo lắng và băn khoăn trong thời gian qua". Cô cho biết cô có "coi trọng chất lượng và đặt nguyên tắc chỉ hợp tác với những sản phẩm mà bản thân đã sử dụng qua", ngoài ra cô cũng đã dùng sản phẩm này liên tục trong vài tháng và được cung cấp đầy đủ giấy tờ chứng nhận của sản phẩm trước khi quyết định hợp tác. Khi có những thông tin về sản phẩm, cô đã liên hệ với các cơ quan chức năng và các bên liên quan để làm rõ vấn đề.
Đến giữa tháng 3, Thùy Tiên lên tiếng nhận sai và xin đền bù cho khách hàng mua kẹo rau củ Kera. Cô cho biết sau khi làm việc với Cục Phát thanh, truyền hình và thông tin điện tử, cô nhận thức sâu sắc hơn nữa về những thiếu sót của mình, đồng thời cam kết thực hiện các hành động sửa sai để lấy lại niềm tin từ khán giả. Ngày 4 tháng 4 năm 2025, Thùy Tiên đã bị Ủy ban Cạnh tranh Quốc gia trực thuộc Bộ Công thương xử phạt hành chính 25 triệu VND do không thông báo rõ cho người tiêu dùng về việc được tài trợ khi cung cấp thông tin sản phẩm trên nền tảng mạng xã hội. Cơ quan cảnh sát điều tra Công an tỉnh Đắk Lắk tạm hoãn xuất cảnh đối với cô trong hai tháng để tiếp tục điều tra vấn đề do cô có liên quan đến vụ việc.

#### Vụ án hình sự liên quan
Ngày 19 tháng 5 năm 2025, Cơ quan Cảnh sát Điều tra đã ra quyết định khởi tố và bắt tạm giam Thùy Tiên để điều tra tội lừa dối khách hàng theo điều 193 của Bộ luật Hình sự 2015. Qua điều tra, cơ quan xác định kẹo Kera là sản phẩm hợp tác làm ăn chung giữa cô và các cổ đông của công ty Chị Em Rọt, trong đó Thùy Tiên được hưởng lợi nhuận theo thỏa thuận góp vốn tương đương 30%, còn các cổ đông còn lại góp vốn đến 70%. Ngoài ra, cơ quan cũng cho biết công ty đã bán được hơn 135.000 hộp kẹo Kera với tổng số tiền thu được gần 18 tỷ VND, riêng Thùy Tiên được trả tiền hoa hồng gần 7 tỷ VND. Sáng ngày 20 tháng 5, Văn phòng Cơ quan Cảnh sát điều tra Bộ Công an cùng Viện Kiểm sát nhân dân tối cao đã khám xét nơi ở của Thùy Tiên. Công ty quản lý Sen Vàng sau đó chấm dứt hợp đồng với Thùy Tiên cũng như bộ phim Chốt đơn do cô đảm nhận vai chính bị gỡ khỏi hệ thống rạp. Ngày 23 tháng 5, Trung ương Đoàn Thanh niên Cộng sản Hồ Chí Minh cũng đã tước danh hiệu Gương mặt trẻ Việt Nam tiêu biểu đối với Thùy Tiên.

## Danh sách phim

### Phim điện ảnh
| Năm  | Tên                       | Vai diễn   | Nguồn         |
| ---- | ------------------------- | ---------- | ------------- |
| 2024 | Linh miêu: Quỷ nhập tràng | Phượng     | [ 50 ]        |
| 2025 | Chốt đơn!                 | Hoàng Linh | [ 54 ] [ 46 ] |

### Chương trình truyền hình

#### Việt Nam
| Năm  | Chương trình                | Tham gia                 | Vai trò                     | Kênh phát sóng                             | Cùng với                                                                  | Nguồn  |
| ---- | --------------------------- | ------------------------ | --------------------------- | ------------------------------------------ | ------------------------------------------------------------------------- | ------ |
| 2017 | Hoa khôi Nam Bộ             | Toàn bộ                  | Thí sinh                    | HTV                                        |                                                                           | [ 55 ] |
| 2018 | Hoa hậu Việt Nam            | Toàn bộ                  | Thí sinh                    | VTV1, VTV9                                 |                                                                           | [ 56 ] |
| 2019 | Táo Xuân 2019               | Toàn bộ                  | Khách mời                   | THVL                                       |                                                                           | [ 57 ] |
| 2020 | Tường lửa                   | Mùa 2 tập 1              | Người chơi                  | VTV3                                       | Lương Thùy Linh                                                           |        |
| 2020 | Hoa hậu Việt Nam            | Người đẹp Thời trang     | Người dẫn chương trình      | VTV9                                       |                                                                           |        |
| 2021 | Giải mã tri kỷ              | Tập 140                  | Khách mời                   | THVL                                       | Trần Tiểu Vy                                                              |        |
| 2022 | Sóng                        | Toàn bộ                  | Khách mời                   | HTV2 - Vie Channel Vie Giải Trí Vie Dramas |                                                                           |        |
| 2022 | Sức sống Việt Nam           | Tập 1                    | Khách mời                   | HTV7                                       | Nguyễn Minh Tú                                                            |        |
| 2022 | Mùa đoàn tụ                 | Toàn bộ                  | Khách mời                   | VTV                                        |                                                                           | [ 58 ] |
| 2022 | Thử thách 100 bài HIT       | Toàn bộ                  | Khách mời                   | YouTube                                    |                                                                           |        |
| 2022 | IELTS FACE-OFF              | Mùa 8 tập 24             | Khách mời                   | VTV7                                       |                                                                           |        |
| 2022 | Bữa trưa vui vẻ             | Trưa 29/01/2022          | Khách mời                   | VTV6                                       |                                                                           |        |
| 2022 | Siêu bất ngờ                | Mùa 4 tập 9              | Người chơi                  | HTV7                                       |                                                                           |        |
| 2022 | 2 ngày 1 đêm                | Mùa 1 tập 10-11          | Khách mời                   | HTV7                                       | Jun Phạm                                                                  | [ 59 ] |
| 2022 | Hoa hậu Thế giới Việt Nam   | Chung kết                | Khách mời                   | VTV3                                       | Lương Thùy Linh                                                           |        |
| 2022 | Hoa hậu Hòa bình Việt Nam   | Toàn bộ                  | Đương kim Hoa hậu Giám khảo | YouTube                                    |                                                                           |        |
| 2022 | Cuộc hẹn cuối tuần 2022     | Số 17                    | Khách mời                   | VTV3                                       | Long Vũ                                                                   | [ 60 ] |
| 2023 | Hoa hậu Thế giới Việt Nam   | Chung kết                | Khách mời                   | VTV2                                       |                                                                           |        |
| 2023 | Hoa hậu Hòa bình Việt Nam   | Toàn bộ                  | Giám khảo                   | YouTube                                    |                                                                           |        |
| 2024 | VTV Awards                  | Toàn bộ                  | MC                          | VTV1                                       | Anh Tuấn                                                                  | [ 6 ]  |
| 2024 | Sao nhập ngũ                | Toàn bộ                  | Người chơi                  | QPVN                                       | - Pháo - Mie - Liz Kim Cương - Jun Vũ - MisThy - Phương Anh Đào - Uyển Ân | [ 61 ] |
| 2024 | 2 ngày 1 đêm                | Mùa Lễ hội 2 tập 76 - 78 | Khách mời                   | HTV7                                       | Pháo                                                                      |        |
| 2024 | Nam vương Thế giới Việt Nam | Chung kết                | Khách mời                   | YouTube                                    |                                                                           |        |
| 2024 | Hoa hậu Hòa bình Việt Nam   | Toàn bộ                  | Giám khảo                   | YouTube                                    |                                                                           |        |
| 2024 | Hoa hậu Quốc gia Việt Nam   | Toàn bộ                  | Đại sứ Giám khảo            | YouTube                                    | Lê Nguyễn Bảo Ngọc Lương Thùy Linh                                        |        |
| 2025 | Vì bạn xứng đáng            | Tập 1 (2025)             | Người chơi                  | VTV3                                       |                                                                           |        |

#### Quốc tế
| Năm  | Chương trình                | Tham gia  | Vai trò            | Kênh phát sóng | Cùng với                                              | Quốc gia  |
| ---- | --------------------------- | --------- | ------------------ | -------------- | ----------------------------------------------------- | --------- |
| 2018 | Hoa hậu Quốc tế             | Toàn bộ   | Thí sinh           | TV Tokyo       |                                                       | Nhật Bản  |
| 2021 | Hoa hậu Hòa bình Quốc tế    | Toàn bộ   | Thí sinh           | YouTube        |                                                       | Thái Lan  |
| 2022 | Hoa hậu Hòa bình Chiang Rai | Chung kết | Khách mời đặc biệt | YouTube        |                                                       | Thái Lan  |
| 2022 | Nói rõ hơn                  | Toàn bộ   | Khách mời          | One31          | Andrea Aguilera Lorena Rodrigues Vivianie Diaz-Arroyo | Thái Lan  |
| 2022 | Hoa hậu Hòa bình Ecuador    | Toàn bộ   | Khách mời đặc biệt | YouTube        | Andrea Aguilera                                       | Ecuador   |
| 2022 | Hoa hậu Hòa bình Quốc tế    | Toàn bộ   | Đương kim Hoa hậu  | YouTube        | Abena Appiah                                          | Indonesia |
| 2023 | Hoa hậu Hòa bình Quốc tế    | Toàn bộ   | Giám khảo          | YouTube        |                                                       | Việt Nam  |

## Giải thưởng
| Năm  | Giải thưởng            | Hạng mục                              | Đề cử    | Kết quả   |
| ---- | ---------------------- | ------------------------------------- | -------- | --------- |
| 2022 | TikTok Awards Việt Nam | Nhà sáng tạo nội dung nghệ sĩ của năm | Bản thân | Đoạt giải |
| 2022 | Men&Life Awards        | Mỹ nhân của năm                       | Bản thân | Đoạt giải |
| 2023 | ELLE Beauty Awards     | Best Body Of The Year                 | Bản thân | Đoạt giải |

### Vinh danh
- Lọt vào top 10 Gương mặt trẻ Việt Nam tiêu biểu ở lĩnh vực nghệ thuật do Ban Chấp hành Trung ương Đoàn Thanh niên Cộng sản Hồ Chí Minh công bố năm 2021.[64] Tuy nhiên, Trung ương Đoàn Thanh niên Cộng sản Hồ Chí Minh đã tước danh hiệu này vào năm 2025 do "vi phạm pháp luật đến mức bị khởi tố".[48]
- Nhận Bằng khen của Thủ tướng Chính phủ cho Gương mặt trẻ Việt Nam tiêu biểu năm 2021.[5]